# LoveWave
LoveWave é uma canção da cantora Iveta Mukuchyan. Ela representou a Arménia no Festival Eurovisão da Canção 2016.
Foi a sétima canção a ser interpretada, na 1ª semi-final a seguir a canção da Holanda "Slow Down" e antes da canção do São Marino "I Didn't Know". Terminou a competição em 2.º lugar com 243 pontos, conseguindo passar à final.
Na final foi a vigésima-sexta e última canção a ser interpretada na noite do festival, a seguir à canção do Reino Unido "You're Not Alone". Terminou a competição em 7.º lugar (entre 26 participantes), tendo recebido um total de 249 pontos.